# Добырско
Добырско (болг. Добърско) — село в Благоевградской области Болгарии. Входит в состав общины Разлог. Находится примерно в 9 км к северу от центра города Разлог и примерно в 32 км к востоку от центра города Благоевград. По данным переписи населения 2011 года, в селе  проживало 650 человек, преобладающая национальность — болгары.

## Население
| Год     | 1934 | 1946 | 1956 | 1965 | 1975 | 1985 | 1992 | 2001 | 2011 |
| ------- | ---- | ---- | ---- | ---- | ---- | ---- | ---- | ---- | ---- |
| Жителей | 730  | 760  | 742  | 770  | 777  | 780  | 703  | 679  | 650  |

|  |